# Mieczyslaw Michalowicz
Mieczyslaw Michalowicz   (Melitòpol, 17 de juny de 1872) va ser un violinista i professor de música polonès d'origen jueu.

## Biografia
Es va graduar a l'Institut de Música de Varsòvia (1892), estudiant de Stanislav Barcewicz. Després va millorar les seves habilitats a Sant Petersburg sota la direcció de Leopold Auer. En tornar a Varsòvia, es va centrar principalment en la seva carrera docent, durant molts anys va ser professor al Conservatori de Varsòvia, un dels fundadors de l'escola de violí polonesa moderna.
Michałowicz va ser, en particular, el primer professor de Bronisław Huberman, i va preparar Ida Haendel per a la seva primera actuació important en un concurs. Entre els seus altres alumnes hi havia Szymon Goldberg, Roman Totenberg, Joseph Hassid, Henryk Szeryng i Eugenia Umińska. El 1935, va ser membre del jurat del primer Concurs Internacional de Violí Wieniawski. Va fer concerts de cambra. Es creu que va ser víctima de l'Holocaust.